# Wolfgang Gerold Esser
Wolfgang Gerold Esser (* 9. April 1934 in Köln; † 14. Dezember 2021 in Neuwied) war ein deutscher römisch-katholischer Religionspädagoge.

## Leben
Esser studierte von 1956 bis 1959 römisch-katholische Theologie an den Ordenshochschulen der Franziskaner in Sigmaringen und Fulda. Danach studierte er von 1959 bis 1961 Pädagogik an der Pädagogischen Akademie Köln. Nach einer Tätigkeit als Lehrer wurde er 1973 an der Pädagogischen Hochschule Ruhr promoviert. Es folgte die Habilitation in Katholischer Theologie und ihre Didaktik/Religionspädagogik und eine Tätigkeit als außerplanmäßiger Professor an der PH Ruhr. Von 1981 bis 1999 war Esser ordentlicher Professor an der Universität Dortmund.
Schwerpunkte seiner Schriften sind die Gottesfrage, Religiosität auf dem Lebensweg sowie der Religionsunterricht in der Grundschule.
Esser hat drei Söhne. Er lebte in Neuwied am Rhein.

## Werke (Auswahl)
- Mystisches Bewusstsein erwacht in uns. Via Nova, Petersberg 2010.
- Die Seele befreien. Kösel, München 2005. (zusammen mit seiner Ehefrau Susanne Kothen)
- Philosophische Gottsuche. Kösel, München 2002.
- Gott reift in uns. Kösel, München 1991.
- Studien zur Säkularisierung und Religiosität. Hintergrundanalysen zu einer anthropologisch begründeten Religionspädagogik. Pannos, Düsseldorf 1975.
- Perspektiven künftiger Religionspädagogik. Pfeiffer, München 1970 (Band 1 der Reihe Zum Religionsunterricht morgen; auch erschienen im Jugenddienst-Verlag, Wuppertal).

## Belege
1. ↑  
Traueranzeige Prof. Dr. Wolfgang G. Esser. In: Rhein-Zeitung. online 2021 (rz-trauer.de [abgerufen am 29. Dezember 2021]).
2. ↑  
Prof. Dr. paed. Wolfgang G. Esser. In: Valentin Wehefritz (Hrsg.): Lebensläufe von eigener Hand. Biografisches Archiv Dortmunder Universitäts-Professoren und -Professorinnen. Nr. 8. Dortmund 2002 (tu-dortmund.de [PDF; abgerufen am 26. April 2011]).

| Personendaten    | Personendaten                                    |
| ---------------- | ------------------------------------------------ |
| NAME             | Esser, Wolfgang Gerold                           |
| ALTERNATIVNAMEN  | Esser, Wolfgang G.                               |
| KURZBESCHREIBUNG | deutscher römisch-katholischer Religionspädagoge |
| GEBURTSDATUM     | 9. April 1934                                    |
| GEBURTSORT       | Köln                                             |
| STERBEDATUM      | 14. Dezember 2021                                |
| STERBEORT        | Neuwied                                          |